# Lars Liljeblad
Lars Olof Liljeblad, född 28 april 1959, är en svensk före detta fotbollsspelare som representerade Gais och Vasalunds IF.

## Biografi
Liljeblad kom från Gais juniorer och debuterade i serien redan 1976, då han spelade två matcher (inga mål) i division II södra. Säsongen därpå fick han som 17-åring betydligt mer speltid, då han spelade 15 av 26 matcher för klubben och gjorde två mål. Han var sedan ordinarie i Gais, och gjorde i 1979 års sista match, mot Norrby IF på Ryavallen i Borås, det förlösande målet som räddade Gais kvar i division II.
Gais trillade emellertid ur division II 1981, och efter ett år i division III, där Liljeblad på 21 matcher gjorde 9 mål, lämnade han klubben för Vasalunds IF 1983, där han blev lagkamrat med en annan före detta gaisare, Dean Mooney. Sammanlagt blev det 116 matcher (17 mål) för Liljeblad i Gais mellan 1976 och 1982.
Efter ett år i Vasalund varvade Liljeblad ner i Fräntorps IF.